# 郭文武
郭文武，中华人民共和国教育部长江学者特聘教授，华中农业大学教授，主要从事柑橘细胞工程与遗传改良研究。

## 荣誉
- 中国国家杰出青年科学基金获得者
- 中国教育部长江学者特聘教授
- 中国国家特支计划科技创新领军人才
- 中国青年科技奖